# سطيلة (يهر)

تعديل مصدري - تعديل

سطيلة هي إحدى قرى عزلة يهر بمديرية يهر التابعة لمحافظة لحج، بلغ تعداد سكانها 84 نسمة حسب تعداد اليمن لعام 2004.